# Tři muži a nemluvně (film, 1985)
Tři muži a nemluvně (v originále Trois hommes et un couffin) je francouzský hraný film z roku 1985, který režíroval Coline Serreau podle vlastního scénáře. Filmová komedie popisuje osudy tří mužů, kteří jsou nuceni se postarat o malé dítě. Snímek získal několik ocenění César. V roce 1987 byl natočen stejnojmenný americký remake.

## Děj
Tři přátelé Jacques, Pierre a Michel bydlí v Paříži v jednom bytě. Jednou poprosí Jacquese kamarád, aby u něj mohl nechat na pár dní balíček pro své známé. Jacques pracuje u Air France a odlétá na měsíc do Japonska a Thajska a svým spolubydlícím oznámí, aby balíček převzali a poté ho zase předali. Zároveň jedna z bývalých Jacquesových milenek nechá u dveří bytu půlroční dítě, jehož otcem je Jacques, který o tom ovšem netuší. Sylvia odlétá na turné na půl roku do USA a dítě nemůže vzít s sebou. Michael a Pierre jsou přesvědčeni že se jedná o zásilku, o kterou se měli postarat a na pravý balíček, který obsahuje zásilku kokainu, zapomenou. Když si pro balíček přijdou překupníci, předají jim dítě, což neujde policii a ta se začne o byt zajímat. Pierrovi se podaří tajně předat balíček v parku Monceau, aby se zbavili překupníků i policie. Oba jsou zoufalí, neboť netuší, jak se o dítě postarat, takže když se konečně Jacques vrátí domů, předají mu ihned dítě. Ten s ním odletí do Nice za matkou. Ta ovšem odjíždí na dovolenou na Kanárské ostrovy a poté do Bordeaux, takže si dítě nemůže ponechat. Starají se proto o něj všichni tři až do návratu Sylvie. Ovšem po vrácení holčičky Marie se všem stýská. Když je proto Sylvia po několika týdnech poprosí, jestli by jí dítě nepohlídali, rádi nabídku přijmou.

## Obsazení
| Roland Giraud             | Pierre  |
| Michel Boujenah           | Michel  |
| André Dussollier          | Jacques |
| Philippine Leroy-Beaulieu | Sylvia  |

## Ocenění
Film získal filmovou cenu César v kategoriích nejlepší film, nejlepší scénář (Coline Serreau), nejlepší herec ve vedlejší roli (Michel Boujenah) a dále Prix de l'Académie nationale du cinéma.
Dále byl nominován na cenu César v kategoriích nejlepší režie (Coline Serreau), nejlepší herečka ve vedlejší roli (Dominique Lavanant) a nejslibnější herečka (Philippine Leroy-Beaulieu) a na cenu Oscar v kategorii nejlepší cizojazyčný film.